# سوف (منطقة)
سوف هي منطقة طبيعية واجتماعية وثقافية جزائرية، تقع في الشمال الشرقي للصحراء الجزائرية. وهي من أكثر المناطق الصحراوية اكتظاظا بالسكان، وتشكل شبكة قروية كثيفة عاصمتها الوادي، كما تعد سوف منطقة زراعية تضم مئات الآلاف من أشجار النخيل المزروعة في العرق.

## أصل الكلمة
اسم المكان "سوف" يأتي من مصطلح "سوف" الذي يعني النهر أو الوادي باللغة الأمازيغية. وذكرت هذه الواحة لأول مرة في السجلات القديمة للإباضية حيث كانوا يطلقون عليها "سوف" أو "أسوف".

## جغرافية
تقع سوف إلى الشمال من العرق الشرقي الكبير في الصحراء السفلى، وهي مجموعة الواحات الهامة الوحيدة المنفذة في وسط العرق، مما يشكل نوعاً استثنائياً من الواحات في الصحراء الجزائرية.

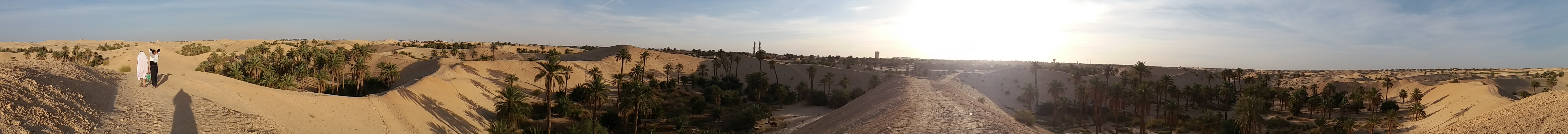
منظر طبيعي